# 6809 Sakuma
A 6809 Sakuma (ideiglenes jelöléssel 1938 DM1) a Naprendszer kisbolygóövében található aszteroida. Karl Wilhelm Reinmuth fedezte fel 1938. február 20-án.